# Municipio de Colfax (condado de Benzie)
El municipio de Colfax (en inglés: Colfax Township) es un municipio ubicado en el condado de Benzie en el estado estadounidense de Míchigan. En el año 2010 tenía una población de 657 habitantes y una densidad poblacional de 7,06 personas por km².

## Geografía
El municipio de Colfax se encuentra ubicado en las coordenadas 44°33′34″N 85°52′7″O / 44.55944, -85.86861. Según la Oficina del Censo de los Estados Unidos, el municipio tiene una superficie total de 93 km², de la cual 92,32 km² corresponden a tierra firme y (0,72 %) 0,67 km² es agua.

## Demografía
Según el censo de 2010, había 657 personas residiendo en el municipio de Colfax. La densidad de población era de 7,06 hab./km². De los 657 habitantes, el municipio de Colfax estaba compuesto por el 96,8 % blancos, el 0,15 % eran afroamericanos, el 2,13 % eran amerindios y el 0,91 % eran de una mezcla de razas. Del total de la población el 1,07 % eran hispanos o latinos de cualquier raza.